# .lt
.lt (Lituânia) é o código TLD (ccTLD) na Internet para a Lituânia.